# 1367
Năm 1367 là một năm trong lịch Julius.